# Gerbilliscus inclusus
Gerbilliscus inclusus — вид гризунів, що живе в Мозамбіку, Танзанії та Зімбабве. Його природне середовище проживання — волога савана.